# Leul Gebresilase
Leul Gebresilase (20 settembre 1992) è un maratoneta e mezzofondista etiope, vincitore della medaglia di bronzo nella maratona ai mondiali di Budapest 2023 e vice campione continentale nei 5000 m piani ai Giochi panafricani di Brazzaville 2015.

## Palmarès
| Anno | Manifestazione             | Sede        | Evento       | Risultato | Prestazione | Note                                     |
| ---- | -------------------------- | ----------- | ------------ | --------- | ----------- | ---------------------------------------- |
| 2015 | Giochi panafricani         | Brazzaville | 5000 m piani | Argento   | 13'22"13    |                                          |
| 2018 | Mondiali di mezza maratona | Valencia    | Individuale  | 10º       | 1h01'07"    | Miglior prestazione personale stagionale |
| 2020 | Mondiali di mezza maratona | Gdynia      | Individuale  | 10º       | 59'45"      | Miglior prestazione personale stagionale |
| 2020 | Mondiali di mezza maratona | Gdynia      | A squadre    | Argento   | 2h58'25"    |                                          |
| 2023 | Mondiali                   | Budapest    | Maratona     | Bronzo    | 2h09'19"    |                                          |

## Campionati nazionali
2011
- 14º ai campionati etiopi, 5000 m piani - 14'49"3

## Altre competizioni internazionali
2014
- 9º alla Mezza maratona di Yangzhou ( Yangzhou) - 1h01'00"
- Bronzo alla Mezza maratona di Rio de Janeiro ( Rio de Janeiro) - 1h03'44"

2015
- 7º alla Mezza maratona di Yangzhou ( Yangzhou) - 1h00'34"
- Argento alla Corrida Internacional de São Silvestre ( San Paolo), 15 km - 44'34"

2016
- Oro alla Corrida Internacional de São Silvestre ( San Paolo), 15 km - 44'53"

2017
- 7º nei 10000 m piani alla Golden Spike Ostrava ( Ostrava) - 28'10"15
- Argento alla Mezza maratona di Valencia ( Valencia) - 59'18"

2018
- Argento alla Maratona di Dubai ( Dubai) - 2h04'02"
- Oro alla Maratona di Valencia ( Valencia) - 2h04'31"
- 7º alla World 10K Bangalore ( Bangalore) - 29'07"

2019
- 8º alla Maratona di Londra ( Londra) - 2h07'15"
- 9º alla Maratona di Valencia ( Valencia) - 2h07'19"

2020
- 9º alla Maratona di Valencia ( Valencia) - 2h05'29"

2021
- 5º alla Milano Marathon ( Milano) - 2"04'31"
- Bronzo alla Maratona di Amsterdam ( Amsterdam) - 2h04'12"

2022
- Argento alla Maratona di Rotterdam ( Rotterdam) - 2h04'56"
- Argento alla Maratona di Londra ( Londra) - 2h05'12"

2023
- Oro alla Mezza maratona di Houston ( Houston) - 1h00'34"
- 4º alla Maratona di Londra ( Londra) - 2h05'45"